# مزرعه سیمرغ
مزرعه سیمرغ یک منطقهٔ مسکونی در ایران است که در دهستان سرآسیاب فرسنگی واقع شده‌است.